# Thomas Abney
Thomas Abney (ur. w styczniu 1640 w Willesley, zm. 6 lutego 1722) – lord major Londynu
Uczył się w Loughborough Grammar School. W 1668 poślubił Sarah Caryl; w tym czasie należał do London Fishmongers' Company. Owdowiał w 1698. Powtórnie ożenił się w 1700 z Mary Gunston. W tym samym roku został wybrany burmistrzem Londynu i został podniesiony do stanu szlacheckiego przez króla Wilhelma III.